# Karl Sielermann

Karl Sielermann

Karl Heinrich Sielermann (* 29. April 1849 in Holsen; † 3. April 1936 ebenda) war ein deutscher Politiker (DNVP).

## Leben
Karl Sielermann war ein gelernter Landwirt, der einen Hof im Kreis Minden bewirtschaftete. Im Kaiserreich betätigte er sich politisch in der Deutschkonservativen Partei, für die er unter anderem von 1894 bis 1918 dem Preußischen Abgeordnetenhaus und von 1903 bis 1912 dem Reichstag angehörte.
Nach dem Ersten Weltkrieg wurde Sielermann Mitglied der Deutschnationalen Volkspartei (DNVP). Im 29. September 1919 zog Sielermann im Nachrückverfahren in die Weimarer Nationalversammlung ein, in der er den ausgeschiedenen Abgeordneten Wilhelm Wallbaum ersetzte. Seit 1919 war er auch Mitglied des Kreistages Lübbecke.